# Православная церковь Украины
Правосла́вная це́рковь Украи́ны (ПЦУ; укр. Православна церква України, греч. Ορθόδοξη Εκκλησία της Ουκρανίας), или Святе́йшая це́рковь Украи́ны (укр. Святійша церква України) — автокефальная поместная православная церковь на территории Украины. Создана 15 декабря 2018 года на Объединительном соборе в Киеве.
Статус автокефальной церкви получила в январе 2019 года от Константинопольского патриархата, который предоставил ей соответствующий томос и включил в свой диптих.
Создание и статус церкви вызвали острый конфликт между Константинопольским и Московским патриархатами. Московский патриархат и Украинская православная церковь в его составе разорвали евхаристическое общение с Константинопольским патриархатом, не признавая его действия.

## Создание ПЦУ
11 октября 2018 года Священный синод Константинопольского патриархата объявил об отмене решения о подчинении Киевской митрополии Московскому патриархату, восстановил в иерархическом и священническом звании и вернул в общение с Церковью предстоятелей неканонических православных церквей: Украинской православной церкви Киевского патриархата и Украинской автокефальной православной церкви, а также их последователей. Кроме того, согласно письму от 6 октября 2020 года, он признал всех действующих на тот момент на Украине православных епископов титулярными архиереями Киевской митрополии, и после Объединительного собора считает архиереев Украинской православной церкви (Московского патриархата) титулярными с резиденцией на Украине. 29 ноября 2018 года Константинопольский патриархат сообщил, что составил проект Устава Украинской церкви.

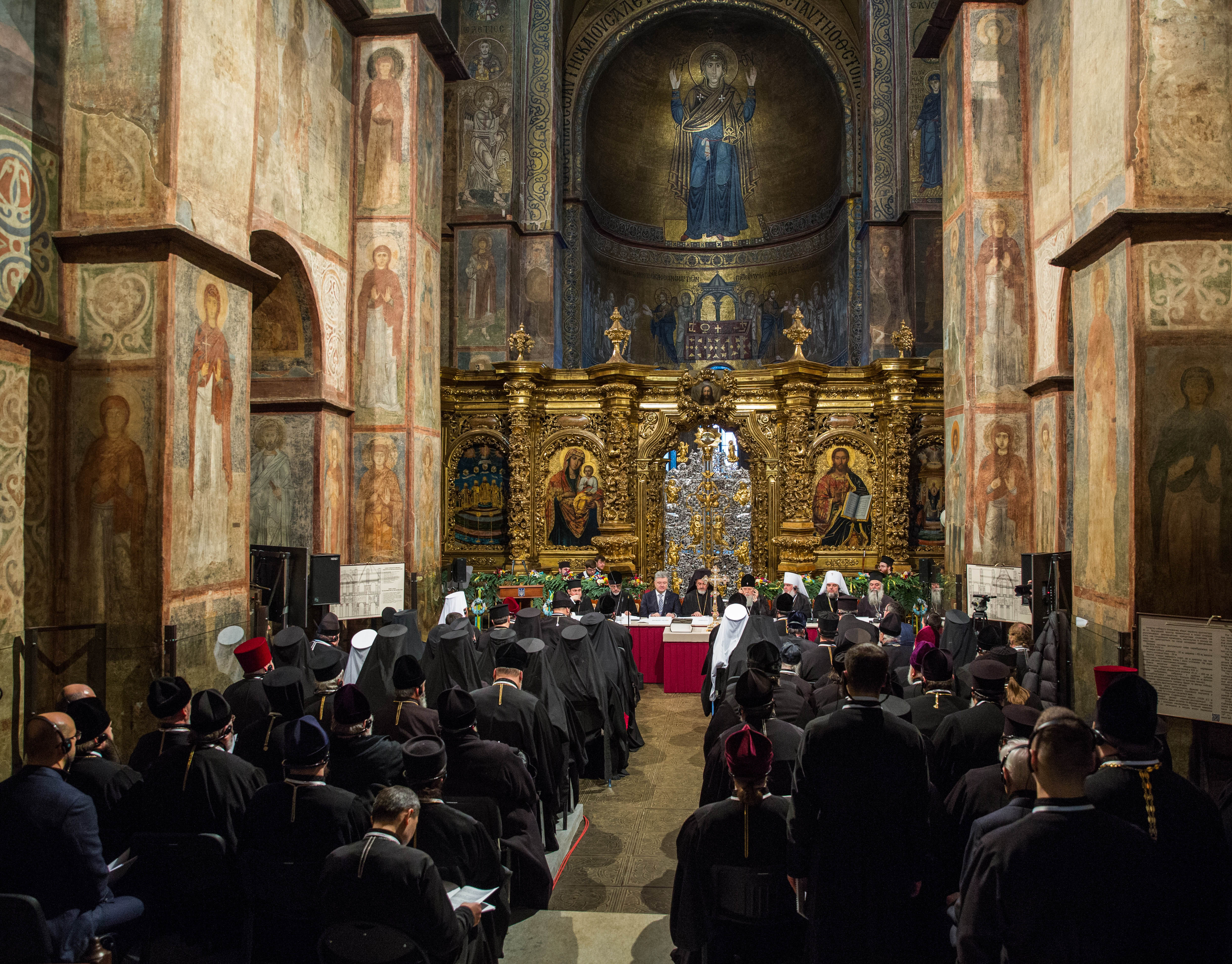
Объединительный собор православных церквей на Украине. Киев, Софийский собор. 15 декабря 2018 года

Официальное учреждение церкви состоялось 15 декабря 2018 года в ходе Объединительного собора, в котором приняли участие священнослужители и прихожане бывших УПЦ КП и УАПЦ (самораспустились перед началом собора), а также двое иерархов УПЦ (МП). Объединительный собор и создание Православной церкви Украины, согласно коммюнике Вселенского патриархата, признаны 15 декабря 2018 года.
Согласно принятому уставу, церковь возглавляет предстоятель с титулом «Митрополит Киевский и всея Украины». С 15 декабря 2018 года в этой должности — митрополит Епифаний (Думенко), бывший митрополит Переяславский и Белоцерковский УПЦ КП.
5 января 2019 года в Георгиевском соборе на Фанаре в Стамбуле патриарх Константинопольский Варфоломей подписал свидетельство об автокефалии ПЦУ (томос). Официальная передача томоса предстоятелю ПЦУ митрополиту Епифанию состоялась 6 января 2019 года.
На состоявшейся 3 февраля 2019 года в Софийском соборе в Киеве интронизации митрополита Епифания присутствовали президент Украины Пётр Порошенко, представители правительства и иностранные делегации. Интронизацию посетили иерархи Константинопольского патриархата митрополит Галльский Эммануил (Адамакис) (глава делегации), митрополит Адрианопольский Амфилохий (Стергиу), председатель Ставропигии Константинопольского патриархата в Киеве архимандрит Михаил (Анищенко), представители канадской и американской диаспор УПЦ (Константинопольский патриархат). Другие поместные православные церкви своих представителей на церемонию не направляли.

## Канонический и правовой статус

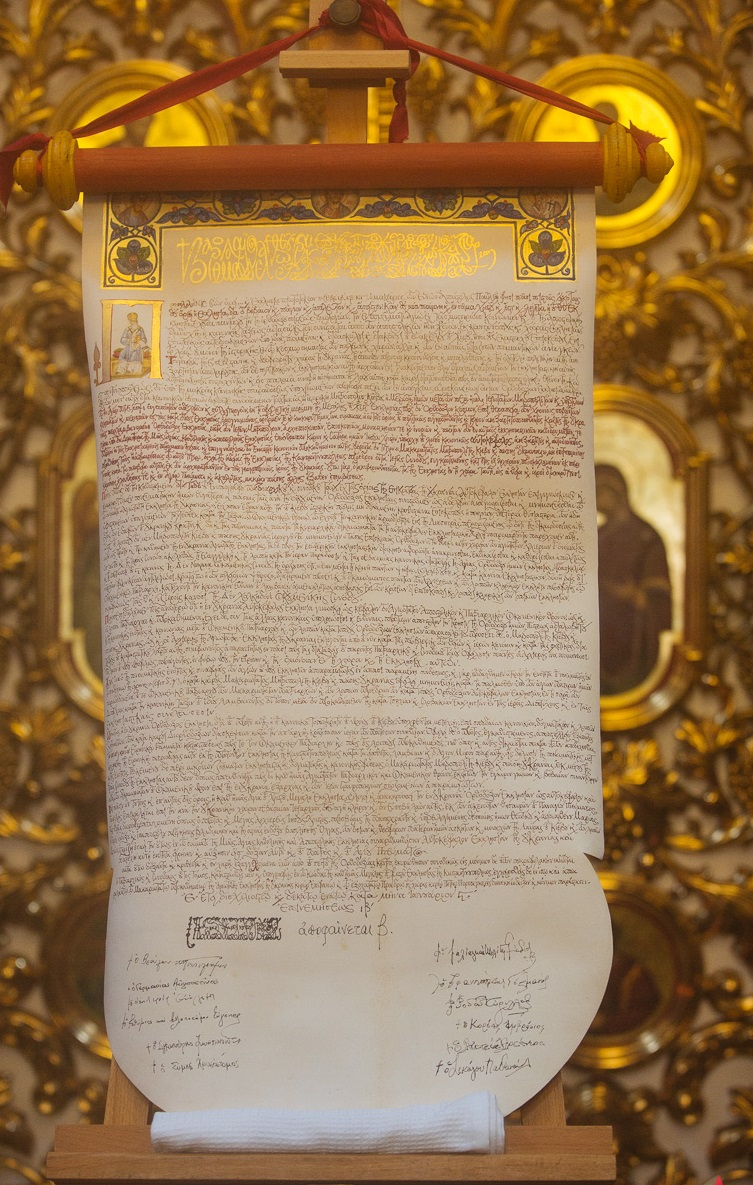
Томос об автокефалии Православной церкви Украины

### Канонические основы
Новообразованная православная церковь руководствуется Священным Писанием и Священным Преданием, а также уставом, составленным в Константинопольском патриархате. Православные украинцы в диаспоре, согласно уставу, переходят под юрисдикцию Константинопольской православной церкви.
Вручение томоса состоялось 6 января 2019 года на Фанаре (район Стамбула) в соборе святого Георгия во время совместной литургии Митрополита Епифания (Думенко) и патриарха Варфоломея.
После вручения томоса об автокефалии новообразованная церковь была официально провозглашена новой сестринской автокефальной церковью, заняв 15-е место в диптихе православных церквей (с точки зрения Константинопольского патриархата).

### Правовой статус
30 января 2019 года религиозный административный центр и центральный исполнительно-распорядительный орган ПЦУ был зарегистрирован в Едином государственном реестре юридических лиц, физических лиц-предпринимателей и общественных формирований Украины под названием «Киевская митрополия Украинской православной церкви (Православной церкви Украины)».
По заявлению митрополита Епифания, на май 2019 года сорок из сорока пяти епархий ПЦУ перерегистрировали уставы своих епархиальных управлений и провели свои общие собрания, на которых были приняты решения о присоединении к Православной церкви Украины.
В Крыму
Опубликованные различными правозащитными организациями данные, касающиеся состава Крымской епархии УПЦ КП на момент аннексии Крыма Российской Федерацией, отличаются:
- по данным Украинского Хельсинкского союза по правам человека[англ.] (УХСПЧ), в её составе было 46 приходов (у 26 общин были постоянные помещения), три православных братства и миссии, один мужской монастырь[41];
- по данным Управления Верховного комиссара ООН по правам человека (УВКПЧ), в её составе было 49 приходов при 22 священнослужителях[42].

Согласно данным, изложенным в докладе УВКПЧ за 1 августа 2020 — 31 января 2021 года, с момента аннексии Крыма Российской Федерацией отмечалось «нарастающее давление» на ПЦУ со стороны российских властей:
- неоднократные попытки ПЦУ перерегистрировать свою структуру в Крыму по законам Российской Федерации о религиозных организациях либо зарегистрировать новую религиозную организацию натолкнулись на отказы российских властей;
- в связи с отсутствием регистрации по российскому законодательству властями РФ было заявлено, что имущество, принадлежащее ПЦУ или арендованное ею, должно быть возвращено государству;
- по всему Крыму начались выселения приходов и связанные с этим судебные разбирательства.

В итоге к 2020 году состав перешедшей в ПЦУ епархии сократился до 5 парафий и 4 священников соответственно. Кроме того, по состоянию на 2020 год возникла опасность утраты двух самых больших культовых сооружений ПЦУ в Крыму — «результатом двух судебных исков, поданных в Симферополе и Евпатории, стали окончательные решения судебных инстанций России с приказом выселить приход в Симферополе (250 прихожан) и снести культовое сооружение в Евпатории (100 прихожан)».

## Структура и управление

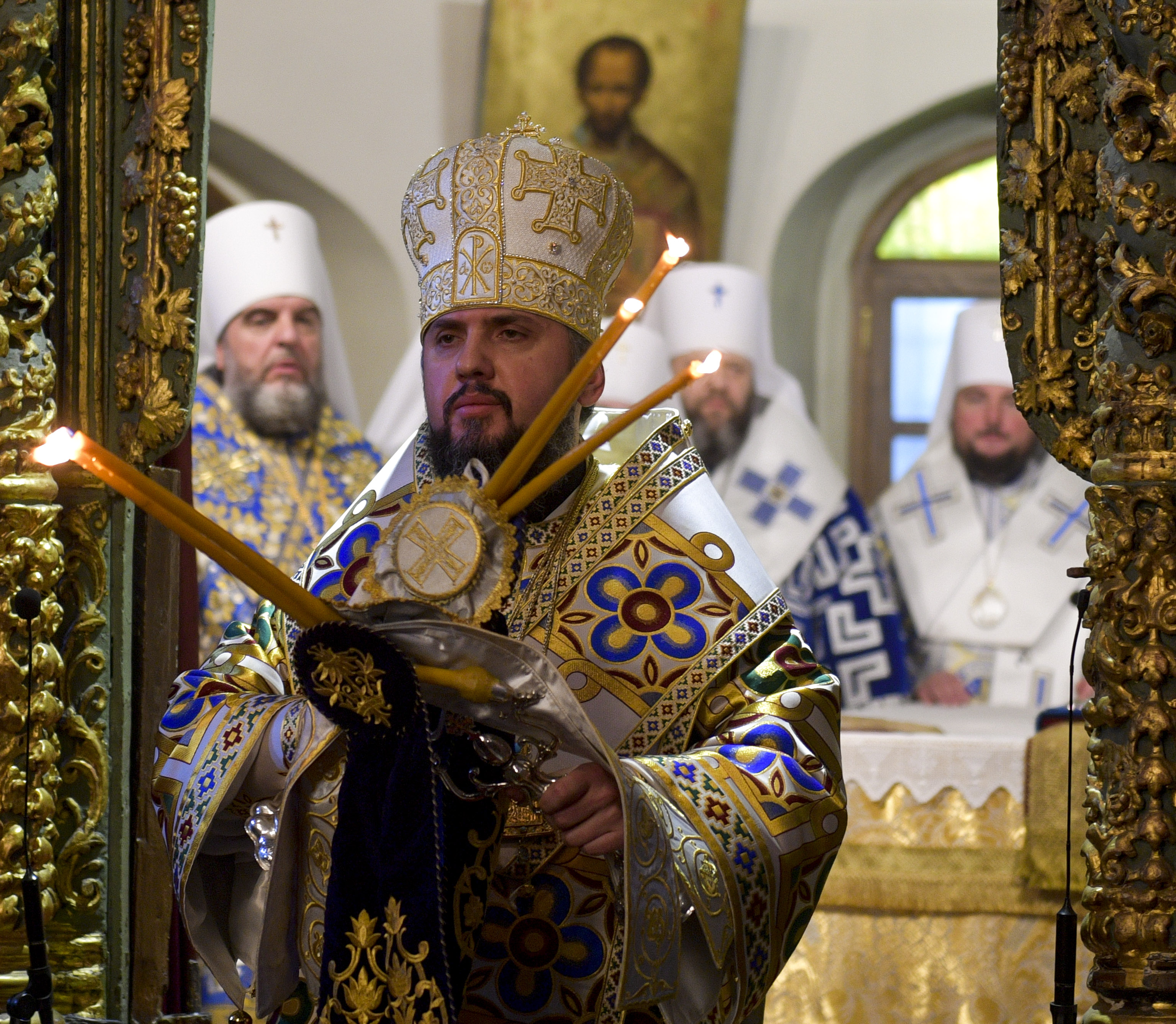
Митрополит Киевский и всея Украины Епифаний

Пожизненным предстоятелем Православной церкви Украины является митрополит Киевский и всея Украины. Он возглавляет Священный синод, Поместный и Священный архиерейский соборы. На Объединительном соборе, проходившим 15 декабря 2018 года, главой церкви был избран митрополит Переяславский и Белоцерковский Украинской православной церкви Киевского патриархата Епифаний (Думенко). 3 февраля 2019 года он был возведён на церковный престол.
Высшей церковной властью в ПЦУ является собрание клира и мирян — Поместный собор. Он созывается каждые 5 лет либо чрезвычайно митрополитом Киевским и Священным синодом.
Священный архиерейский собор состоит из митрополита Киевского и всех епархиальных архиереев Православной церкви Украины и созывается ежегодно либо чрезвычайно митрополитом Киевским. В случае невозможности данного действия со стороны предстоятеля (что определяется комиссией, назначенной Священным синодом), Собор созывается самым старшим архиереем.
Годовой (постоянный) Священный синод Православной церкви Украины состоит из митрополита Киевского и всея Украины и 12 епархиальных архиереев, которые назначаются главенствующим в соответствии со старшинством епископской хиротонии. Половина членов Синода меняется каждые полгода, однако на переходной период его постоянными членами также являются три бывших главы (либо, в случае отсутствия таковых на нём, старших по архиерейской хиротонии представителей) церковных групп, объединившихся на учредившем ПЦУ Соборе.

### Архиереи и епархии
По стоянию на декабрь 2020 года Православная церковь Украины состояла из 44 епархий на Украине. Часть её епархий и общин находится за пределами Украины, однако согласно томосу об автокефалии, ПЦУ «не может ставить епископов или учреждать приходы за пределами государства; уже существующие отныне подчиняются, согласно порядку, Вселенскому Престолу, который имеет канонические полномочия в Диаспоре, потому что юрисдикция этой Церкви ограничивается территорией Украинского Государства». По данным митрополита Епифания, озвученным в марте 2019 года в интервью «Украинской правде», на то время у ПЦУ было 46 общин на территории Европы, 15 на территории Америки, в других регионах мира — по 1-2 прихода. Согласно его данным, в Европе много приходов самостоятельно изъявили желание подчиняться Вселенскому патриархату, однако есть некоторые общины, не пожелавшие переходить и с которыми ведётся диалог. В то же время со стороны патриарха Варфоломея нет давления по данному вопросу.
К декабрю 2020 епископат ПЦУ насчитывал 60 архиереев, из которых 47 были епархиальными.

### Учебные заведения

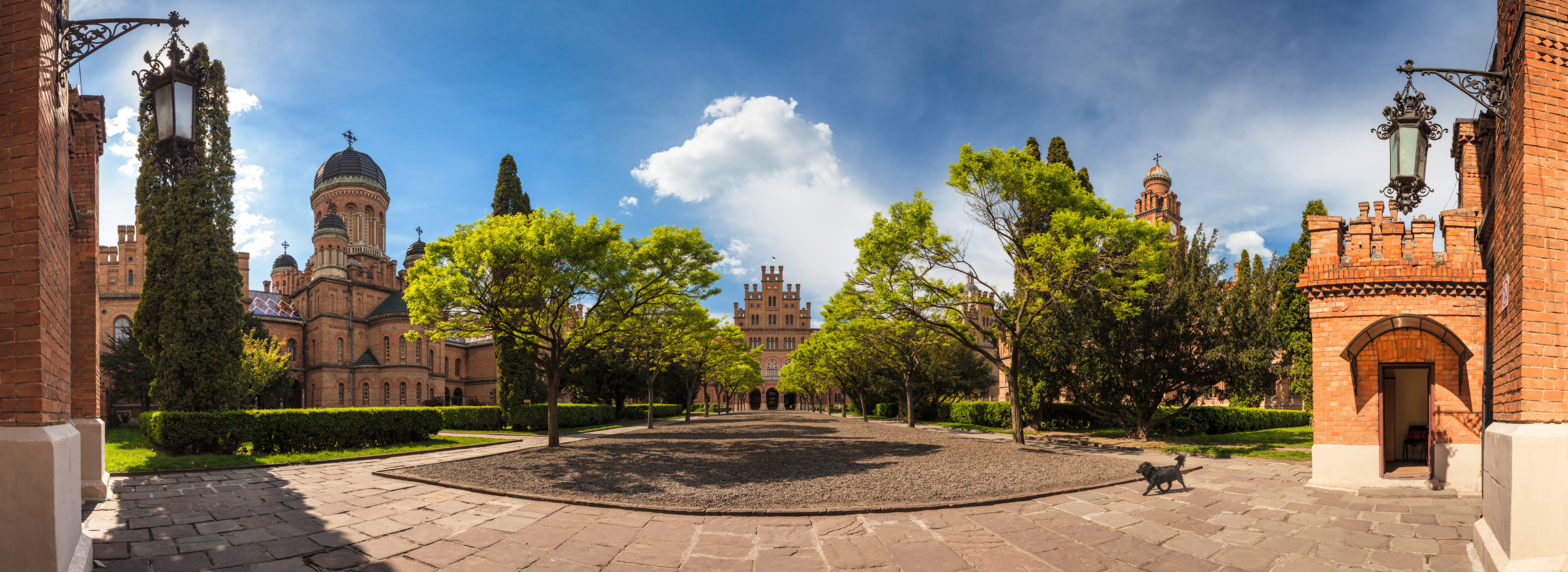
Черновицкий национальный университет имени Юрия Федьковича — бывшая резиденция митрополитов Буковины и Далмации

Согласно данным опубликованным Министерством культуры, молодёжи и спорта Украины в отчёте за 2019 год в составе ПЦУ действовало 13 высших духовных учебных заведений, 14 — средних и 1738 воскресных школ. Однако в докладе Архиерейскому собору от 15 декабря 2020 года митрополит Епифаний упомянул лишь 9 высших учебных заведений ПЦУ и сотрудничество с Черновицким национальным университетом имени Юрия Федьковича.
Согласно данным, опубликованным на официальном сайте Управления духовного образования и богословской науки ПЦУ, под его общим руководством действуют следующие высшие учебные учреждения:
- Киевская православная богословская академия,
- Львовская православная богословская академия,
- Волынская православная богословская академия[укр.],
- Ужгородская богословская академия имени святых Кирилла и Мефодия,
- Ивано-Франковский богословский институт имени преподобного Феодосия Манявского,
- Богословское отделение КПБА при философско-теологическом факультете Черновицкого национального университета имени Юрия Федьковича,
- Днепровская духовная семинария[укр.],
- Львовская духовная семинария[укр.],
- Ровненская духовная семинария[укр.],
- Тернопольская духовная семинария[укр.].

### Главные храмы
Постоянно действующим кафедральным собором Православной церкви Украины является Михайловский Златоверхий собор.
ПЦУ выражала желание, чтобы её кафедральным собором был храм Святой Софии, однако ввиду его ценности и статуса в нём не проводятся постоянные богослужения, с чем согласны представители церкви и государства. Службы в Софийском соборе проводятся митрополитом Киевским и всея Украины только в дни больших христианских и украинских праздников. Постоянные богослужения совершаются в Трапезной церкви Софийского монастыря (Малая София), там же хранится и томос об автокефалии ПЦУ. Владимирский собор — место совершения богослужений почётным патриархом Православной церкви Украины Филаретом (Денисенко).

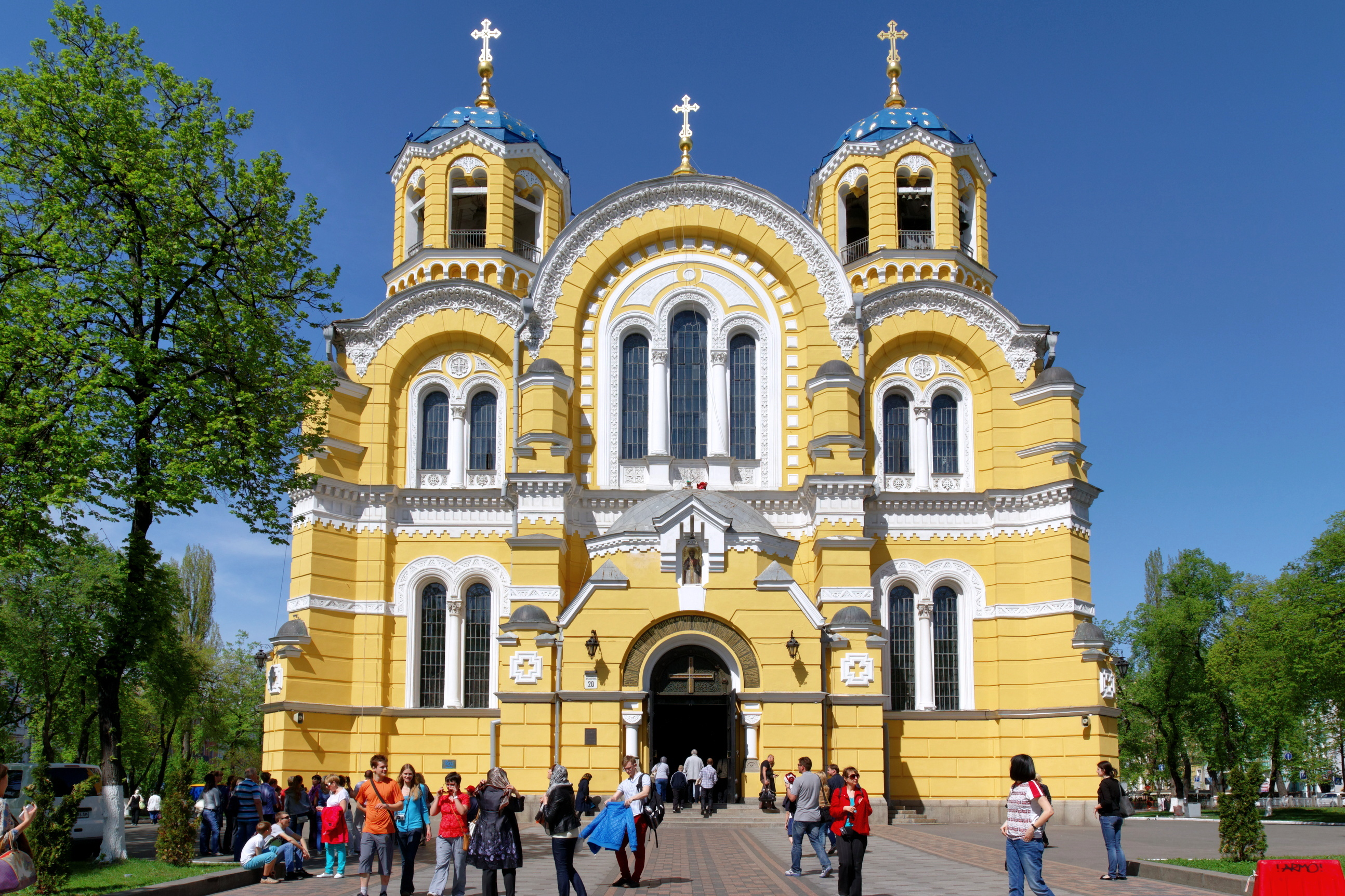
Владимирский собор — бывший кафедральный собор Киевского патриархата. Ныне — место богослужений почётного патриарха. Построен в XIX веке.
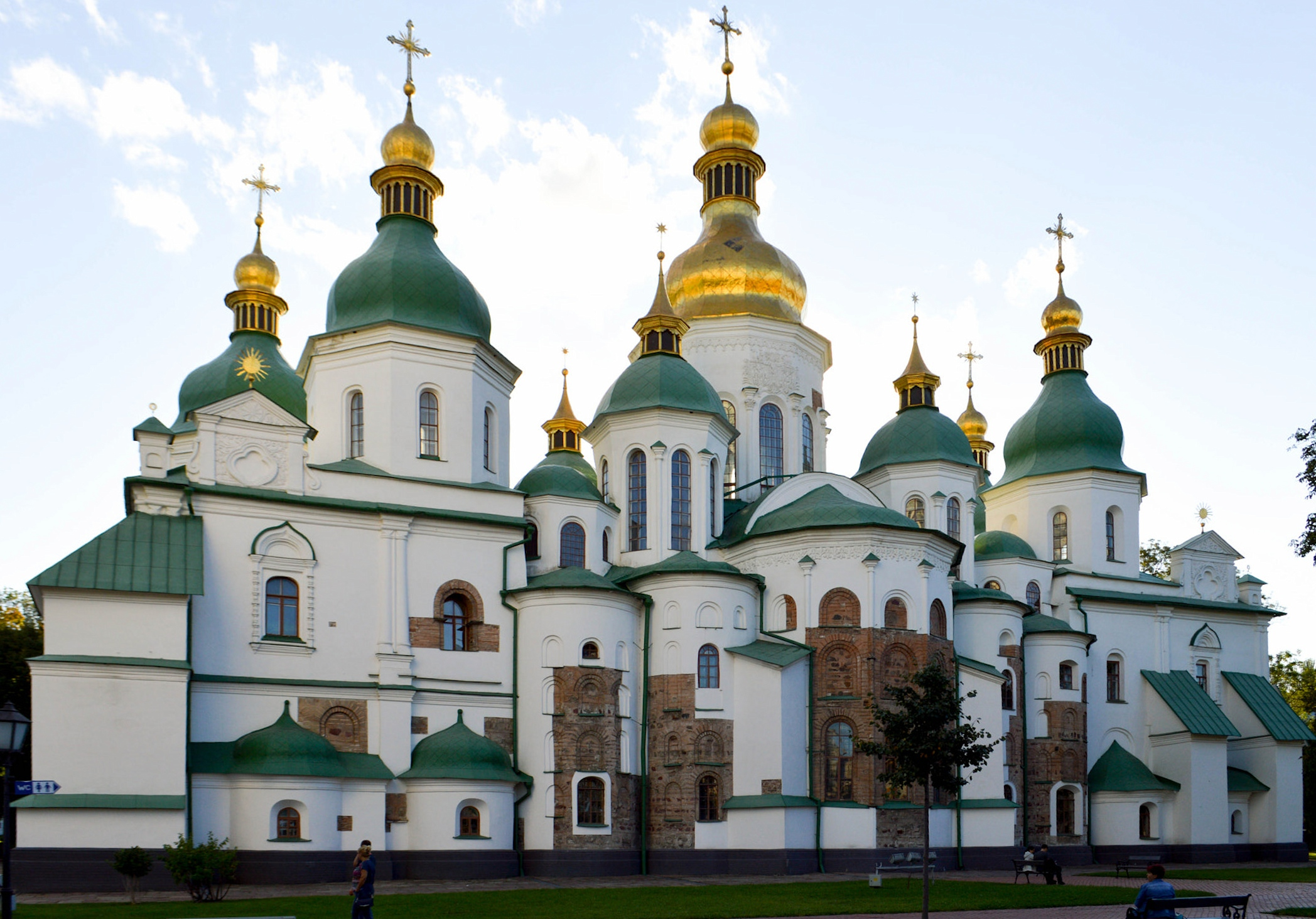
София Киевская — исторический кафедральный собор митрополитов Киевских. Ныне — место праздничных богослужений. Построена в XI веке.
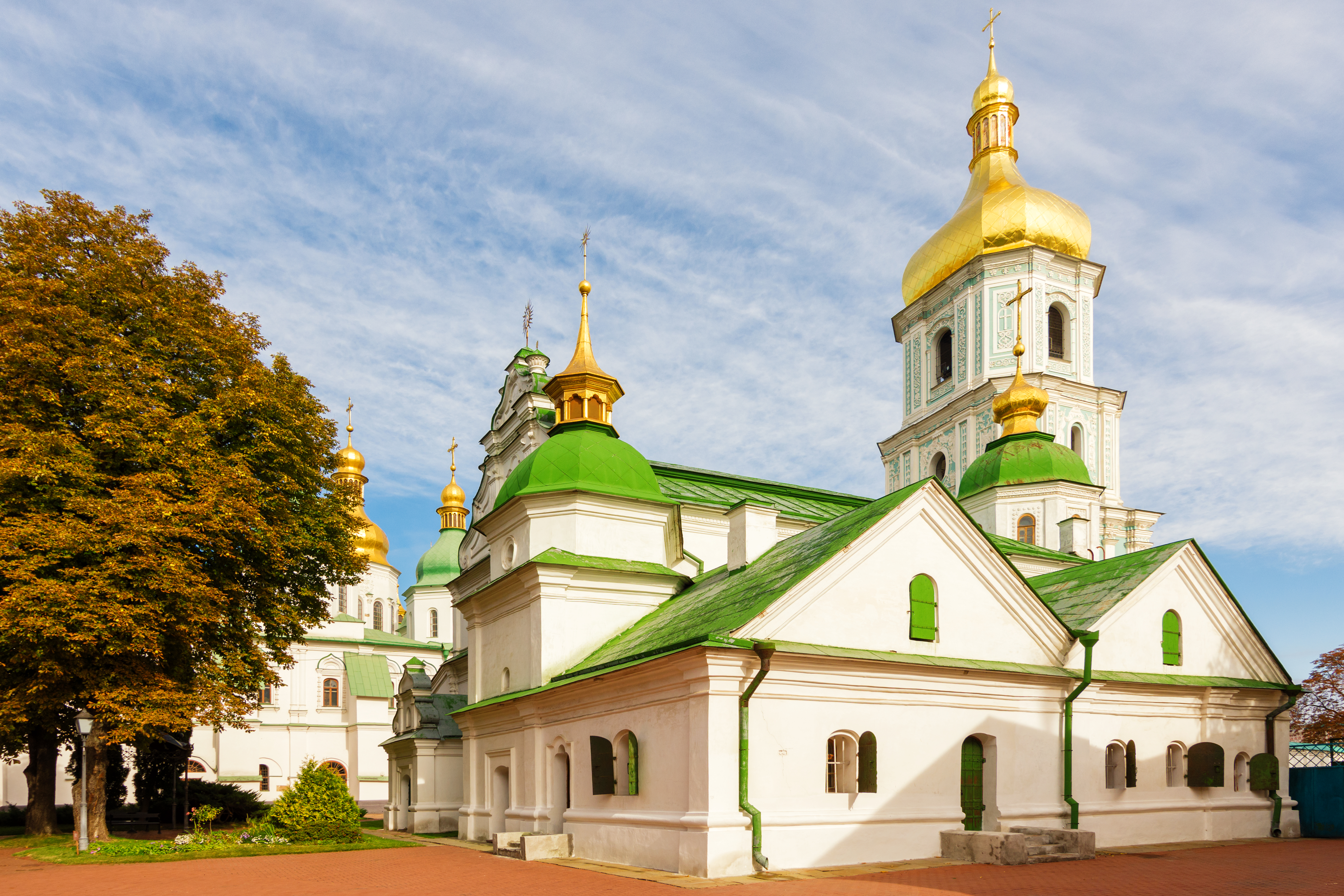
Малая София — место хранения томоса об автокефалии. Построена в XVIII веке.

## Приходы и прихожане

### Прихожане

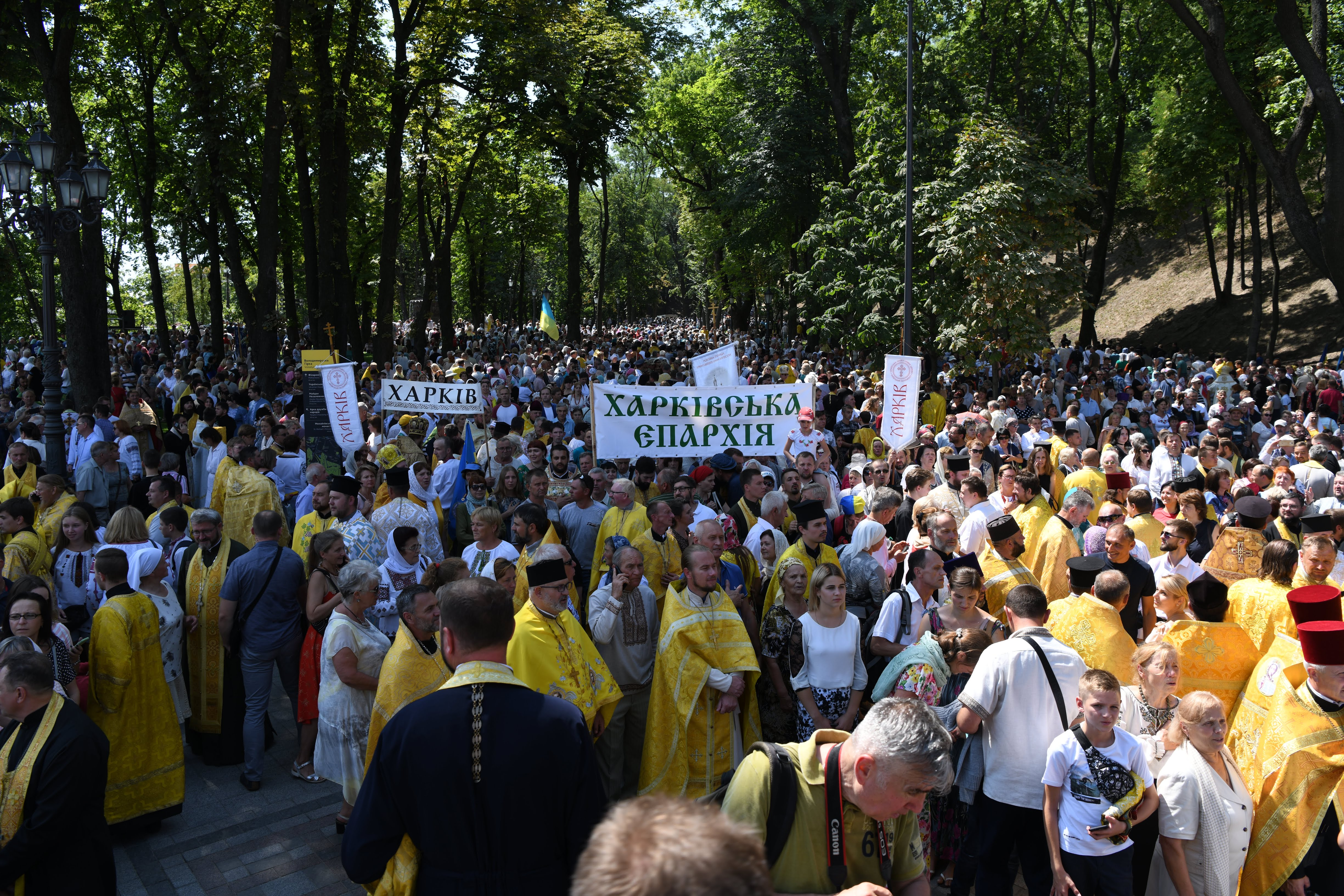
Крестный ход ПЦУ на День крещения Киевской Руси — Украины в 2019 году

Согласно социологическому исследованию, проведённому Центром социальных и маркетинговых исследований «Социс», Киевским международном институтом социологии и Центром Разумкова с 16 по 29 января 2019 года:
- Православными себя назвали 70,7 % украинцев;
- Из них к ПЦУ себя отнесли 43,9 %, к «просто православным» — 38,4 %, к УПЦ (МП) — 15,2 %.

Выборка — 11 000 респондентов.
Согласно всеукраинскому опросу, проведённому Киевским международном институтом социологии с 12 по 18 мая 2019 года методом телефонного интервью с использованием компьютера на основе случайной выборки номеров:
- К прихожанам ПЦУ себя отнесли 48,8 % респондентов; 16,3 % — к «просто православным»; 14,2 % — к УПЦ (МП);
- 54,2 % респондентов позитивно относились к созданию ПЦУ и предоставления ей томоса, 31,2 % — нейтрально, 10,9 % — негативно;
- Среди положительно или нейтрально относящихся к созданию ПЦУ 64,5 % считают, что определённых в Томосе условий достаточно для развития независимой украинской церкви и от него нельзя отказываться, 8,8 % — что условия невыгодны для ПЦУ и нужно отказаться от Томоса и восстановить УПЦ КП;
- Среди всех опрошенных респондентов 36,5 % одобрили избрание митрополита Епифания главой ПЦУ, 15,5 % — считали, что возглавить поместную церковь должен был патриарх Филарет;
- В целом, на вопрос об отношении к избранию Епифания главой ПЦУ 39,6 % респондентов ответили положительно, 43 % выразили нейтральное отношение, 6,8 % — отрицательное.

Выборка — 1200 респондентов.
Согласно исследованию, проведённому Центром Разумкова с 17 по 21 января 2020 года по заказу украинского интернет-издания «Обозреватель»:
- 34 % опрошенных украинцев отнесли себя к ПЦУ, 27,6 % — к «просто православным», к УПЦ (МП) — 13,8 %;
- В центре (Киев, Винницкая, Житомирская, Киевская, Кировоградская, Полтавская, Сумская, Хмельницкая, Черкасская и Черниговская области) и на западе (Волынская, Закарпатская, Ивано-Франковская, Львовская, Ровенская, Тернопольская и Черновицкая области) Украины преобладающей конфессией (не только среди православных, а и в целом) являлась ПЦУ (41,3 % и 42,2 %); на юге (Николаевская, Одесская и Херсонская области) и востоке (Донецкая, Днепропетровская, Запорожская, Луганская и Харьковская области) Украны преобладали православные, не относящие себя к какой-либо церкви (36,4 % и 48,9 %); среди определивших свою конфессию на юге преобладали сторонники УПЦ (МП) — 17,9 %, на востоке — ПЦУ — 19,1 %;
- Среди всех респондентов старше 30 лет преобладали сторонники ПЦУ, среди респондентов в группе от 18 до 29 — «просто православные» (31,3 %), но среди определившихся большинство составляли сторонники ПЦУ (30,6 %).

Выборка — 2000 респондентов.
Согласно опросу, проведённому «Центром социального мониторинга» и Украинским институтом социальных исследований имени Александра Ярёменко с 24 по 28 января 2020 года, 38,6 % жителей Украины отнесли себя к прихожанам ПЦУ, а 20,7 % — к прихожанам УПЦ (МП). Выборка — 2003 респондента.
Исследования проводились во всех регионах Украины, кроме Автономной Республики Крым и неподконтрольных частей Донецкой и Луганской областей.
Согласно данным опроса, опубликованным Информационным агентством Министерства обороны Украины 7 января 2021 года, 70 % военнослужащих-верующих Вооружённых сил Украины назвали себя прихожанами ПЦУ, 10 % — УПЦ (МП), 7 % — УГКЦ, 4 % — РКЦ, 2 % — протестантами, 2 % — мусульманами, 5 % — приверженцами других религий.

### Приходы и их переходы из других церковных юрисдикций

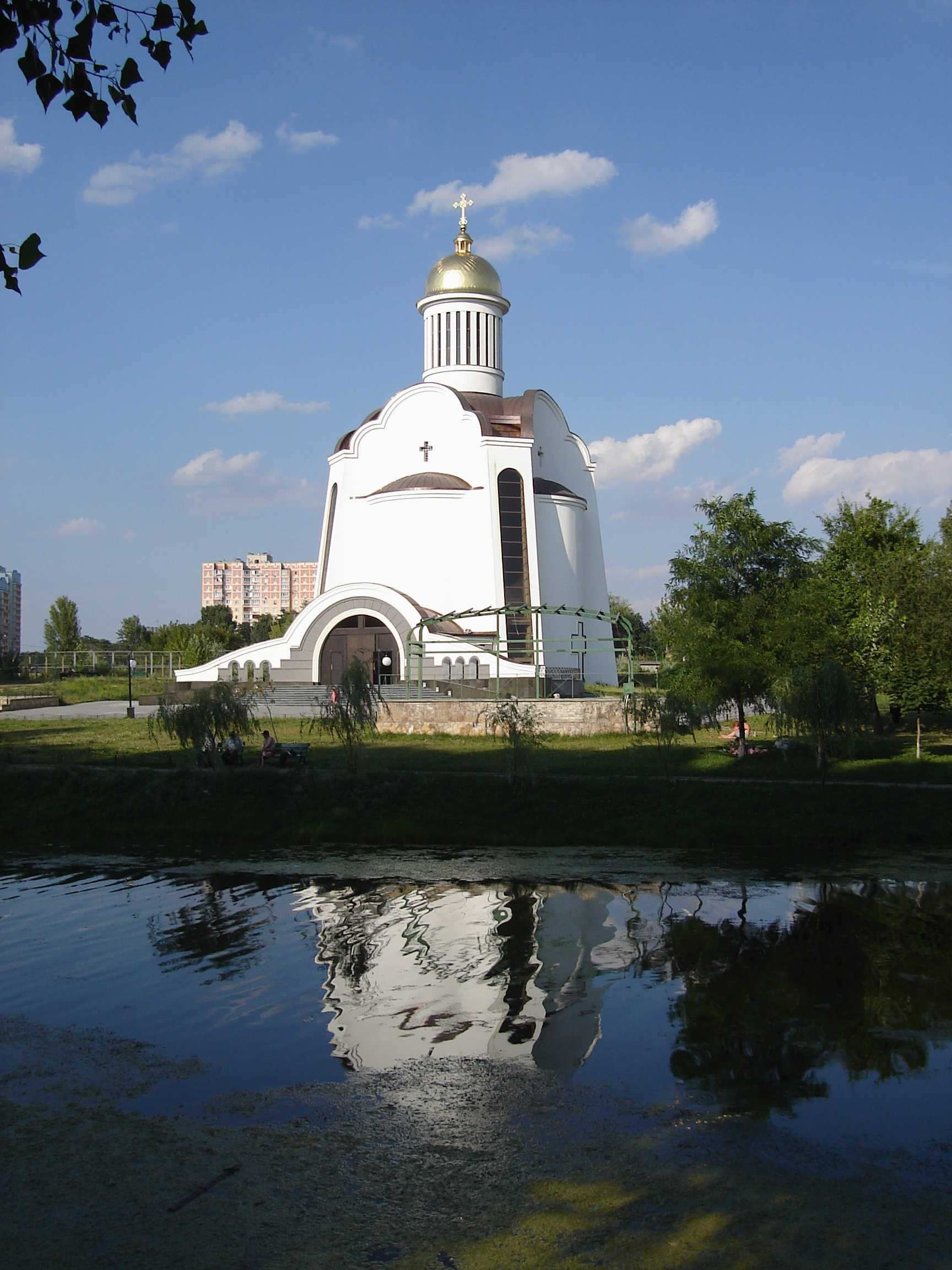
Спасо-Преображенский собор в Киеве — бывший ставропигиальный собор предстоятеля УПЦ (МП), который перешёл в ПЦУ

Согласно данным, опубликованным Министерством культуры, молодёжи и спорта Украины в отчёте за 2019 год, Православная церковь Украины на территории Украины насчитывала в своём составе 7097 организаций, из которых: 1 центр, 51 управление, 6890 общин, 79 монастырей, 16 братств, 33 миссии и 27 духовных учебных заведений. Её членами являлись 4537 священнослужителей и 234 монаха.
Согласно данным украинского аналитического портала «Слово і Діло», на 1 января 2019 года из 19 209 православных приходов на Украине 12 437 входило в состав Украинской православной церкви (Московского патриархата), 5363 — в состав Украинской православной церкви Киевского патриархата, 1171 — в состав Украинской автокефальной православной церкви, 28 — в состав Харьковско-Полтавской епархии УАПЦ (обновлённой). Первой 17 декабря 2018 года из УПЦ (МП) в ПЦУ перешла община винницкого Спасо-Преображенского кафедрального собора.

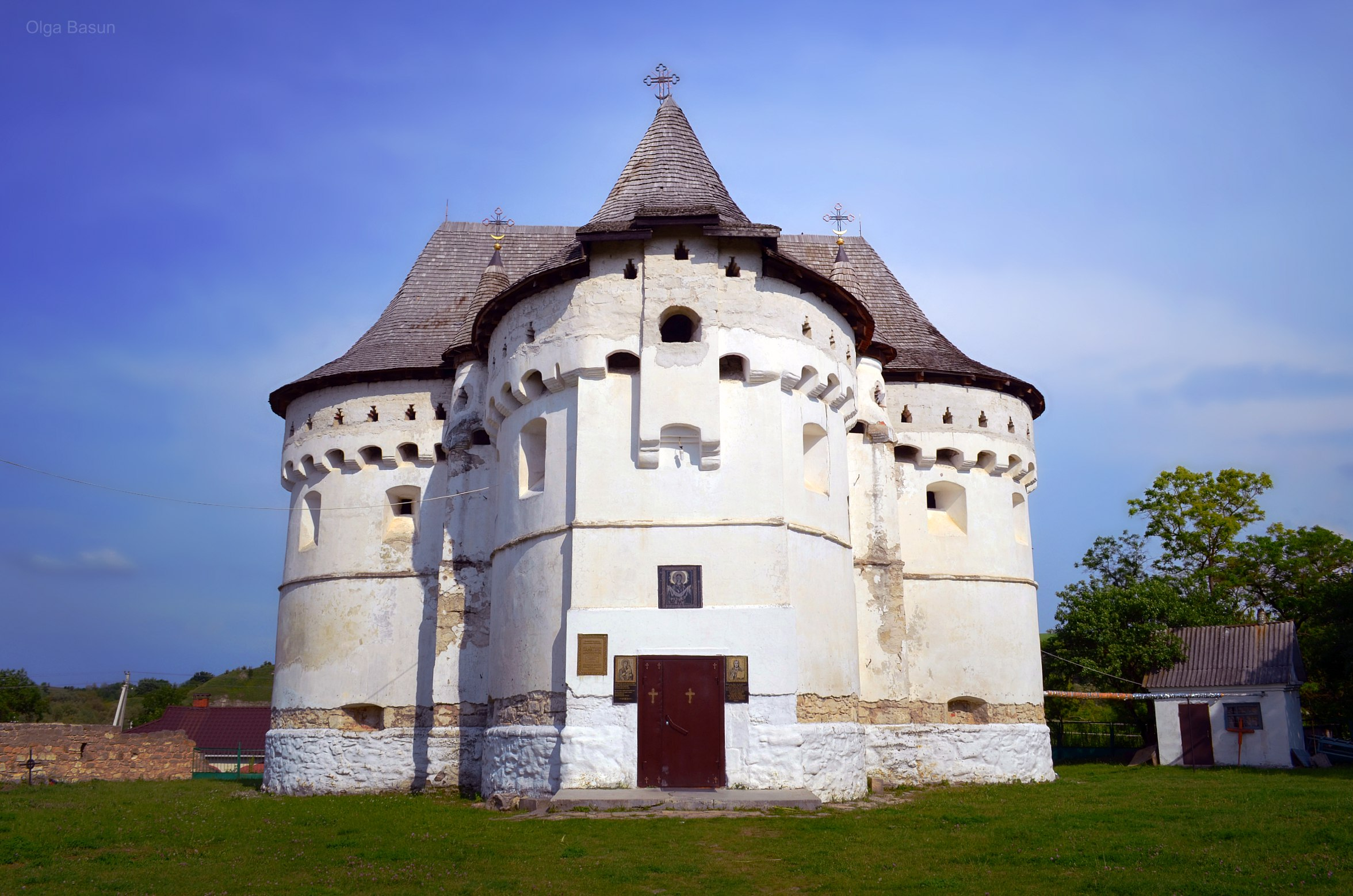
Свято-Покровская церковь-крепость села Сутковцы Хмельницкой области — решение о переходе её общины из УПЦ (МП) в ПЦУ стало прецедентом для украинских судов

17 января 2019 года Верховная рада Украины приняла закон, устанавливающий порядок смены подчинённости религиозных организаций. Согласно закону, решение об изменении подчинённости (в том числе о переходе прихода в юрисдикцию другой церкви) может быть принято на общем собрании при условии, что за него проголосуют не менее двух третей членов общины. Приход остаётся владельцем своего храма, а несогласным со сменой юрисдикции закон даёт право создать новую общину и договориться о поочерёдном пользовании храмом. В апреле 2021 года впервые решение в деле о переходе общины из УПЦ (МП) в ПЦУ вынесла Большая палата украинского Верховного суда, принявшая в данном вопросе сторону ПЦУ. Данное решение является прецедентным в аналогичных делах для низших судебных инстанций.
Согласно данным, приведённым директором департамента по делам религий Министерства культуры Украины Андреем Юрашем, по состоянию на 22 февраля 2019 года было документально зафиксировано около 340 переходов религиозных общин из УПЦ (МП) в ПЦУ.
По данным ПЦУ, приведённым митрополитом Епифанием в конце июля 2019 года, за более чем полгода к ПЦУ присоединились более 500 приходов УПЦ (МП). Как признал глава ПЦУ, в период проведения президентских и парламентских выборов процесс перехода из УПЦ (МП) в ПЦУ замедлился. По словам главы ПЦУ Епифания Думенко, после окончания пандемии коронавируса, вероятно, начнётся вторая волна присоединения к Православной церкви Украины.
По данным УПЦ (МП), приведённым в марте 2019 года её предстоятелем митрополитом Онуфрием (Березовским), из 12 тысяч общин УПЦ (МП) добровольно перешли в ПЦУ лишь 42 (из них 9 без священнослужителей); ещё 55 переходов «характеризуются срезанием замков, избиением верующих»; в 137 случаях «территориальная община» проголосовала за переход в новую церковь против воли «религиозной общины». Информацию о переходе 450 общин в ПЦУ глава УПЦ (МП) назвал не соответствующей действительности.
Всего, согласно данным портала «Слово і Діло» на 5 февраля 2020 года, из Московского патриархата в ПЦУ перешли 539 приходских храмов и 2 кафедральные собора. Наибольшее число переходов в 2018—2019 годах произошло в Волынской области — 121; в Херсонской, Луганской и Запорожской не произошло ни одного перехода.
Из высших клириков и видных деятелей РПЦ и УПЦ (МП) в ПЦУ перешли: митрополит Винницкий и Барский Симеон (Шостацкий), митрополит Переяслав-Хмельницкий и Вишневский, викарий Киевской митрополии Александр (Драбинко), ректор Открытого православного университета Святой Софии-Премудрости и шеф-редактор портала «Православие в Украине» протоиерей Георгий Коваленко, проректор Коломенской духовной семинарии иеромонах Тимофей (Ясеницкий).
В ПЦУ переходят также общины других деноминаций. Так, в конце февраля 2019 года в состав ПЦУ перешли два прихода Харьковско-Полтавской епархии УАПЦ (обновлённой), а в начале марта попытку перехода предприняла община Украинской грекокатолической церкви. В 2020 году в состав ПЦУ без прихода перешёл московский священник бывшей УАПЦ(о) Яков Кротов.
После вторжения России на Украину в Православную церковь Украины перешли более 400 общин УПЦ Московского патриархата (данные ПЦУ за первые 3 месяца войны).
В России существовал единственный храм ПЦУ, в Ногинске. Он был снесён в апреле 2024 года по решению суда, принятому ещё в 2016 году.

## Реформы
20 мая 2019 года митрополит Черкасский и Чигиринский Иоанн (Ярёменко) сообщил, что в Православной церкви Украины вводится членство «по заявительному принципу». Каждый приход будет вести открытый реестр своих членов, которые будут активно участвовать в финансово-хозяйственной, благотворительной, религиозно-просветительской деятельности общества.

### Календарь
Комментируя возможные изменения в церковном календаре, митрополит Епифаний неоднократно отмечал, что они должны происходить постепенно, в результате просветительской работы и соответствующих изменений во взглядах общества. Реагируя на решения митрополита Луцкого и Волынского Михаила (с такой же инициативой выступали и некоторые другие архиереи) о праздновании Рождества дважды, 25 декабря и 7 января, Священный синод ПЦУ констатировал, что «в условиях, когда такого единого мнения среди Поместных Православных Церквей нет, когда часть православных в Украине находится под влиянием Московского Патриархата, а также принимая во внимание опыт возникновения „старокалендарных схизм“ в других Поместных Церквах…, непродуманное и поспешное внедрение сейчас календарной реформы в Православной Церкви Украины может привести к закреплению существующих разделений и возникновению новых». Однако Синод ПЦУ разрешил совершать 25 декабря с благословения правящего архиерея молебен с акафистом Рождества Христова и исполнения колядок.
В декабре 2021 года митрополит Епифаний в интервью Радио Свобода выразил надежду, что в течение следующих 10 лет большинство украинцев смогут перейти на празднование Рождества 25 декабря:
Мы призваны проводить, прежде всего, просветительскую работу. Хотя мы празднуем 25-го, просто по разным календарям. Да, эту ошибку надо будет исправить. Но традиция является традицией – укоренилась настолько, что если мы перейдем, то в большинстве случаев, я убежден, храмы 25 будут пустыми, а 7 полными.
И потому надо, чтобы народ все же созрел до этого, пришел сознательно, и когда мы все вместе. Но этот процесс постепенно, как мы видим продолжается, увеличивается количество приверженных изменению. Я думаю, что в следующие 10 лет мы увидим, что эти цифры изменятся.

Это больше всего связано с традициями внутри. Мы уже разговаривали и анализировали. Хотя в этом году я наблюдаю, что нет столь активной волны обсуждения празднования Рождества Христова.
Также митрополит Епифаний подчеркнул, что лично поддерживает переход празднования Рождества по новоюлианскому календарю, по которому празднует 9 из 15 автокефальных православных церквей, но этот процесс должен проходить постепенно. Он отметил, что украинцев «уже пытаются разделить и по языку, и по вероисповеданию».
18 октября 2022 года Православная церковь Украины разрешила епархиям проводить богослужения на Рождество Христово по новоюлианскому календарю, то есть 25 декабря. Было издано постановление: «Там, где для этого существуют пастырские обстоятельства и удостоверяется желание верующих, как исключение разрешить по решению настоятеля и общины 25 декабря 2022 совершить богослужение с последующим представлением через епархиальные управления в Киевскую митрополию письменной информации о числе участников богослужений. В случае совершения богослужения, его участники в этот день освобождаются от ограничений поста».
6 января 2023 года митрополит Епифаний сообщил, что ПЦУ уже стала на путь реформы церковного календаря и будет делать все для того, чтобы воплотить её в течение 2023 года в жизнь.
2 февраля 2023 Священный синод ПЦУ разрешил и утвердил порядок благословения приходам и монастырям на полное использование новоюлианского календаря, а 24 мая 2023 года провести заседание Архиерейского собора, где будет вынесен вопрос календарной реформы.
24 мая 2023 Архиерейский собор ПЦУ постановил перейти на новоюлианский календарь с 1 сентября 2023 года. Также было принято решение созвать 27 июля 2023 Поместный собор ПЦУ, который окончательно утвердит переход на новоюлианский календарь. Также было решено, что если приходы будут желать остаться на старом стиле, то путем голосования они будут иметь право остаться на юлианском календаре.
27 июля 2023 года Поместный собор утвердил переход на новоюлианский календарь.

### Богослужебная практика
5 декабря 2019 года Синод Православной церкви Украины постановил о возможности при совершении Божественной литургии, наряду с существующей практикой по чтению тропаря 3 часа во время эпиклезы, отменить чтение этого тропаря, согласно древней традиции, которой последуют чины Божественной литургии на греческом языке. Также Синод ПЦУ постановил, учитывая литургическую практику других Поместных Церквей, в частности, Константинопольской и Элладской, о необходимости «произносить ектению за оглашенных на приходах, где есть оглашенные, то есть те, кто готовятся к принятию Крещения, и проходят катехезацию, и разрешить опускать её там, где оглашенные отсутствуют».
Клирики ПЦУ вовлечены в работу Украинского литургического общества, работающего над усовершенствованием украиноязычных переводов богослужебных текстов, разработкой молитвенной, богослужебной и богословской терминологии. Одной из нерешённых проблем, как считает В. Хромец, является несогласованность ныне действующих переводов с первоисточниками (в частности, греческими). На православную литургическую традицию и богослужебную литературу на Украине повлияло длительное пребывание под юрисдикцией Московского патриархата.

## Издания
Первым официальным изданием Киевской митрополии Православной церкви Украины является газета «Моя Церковь», первый номер которой вышел 28 июля 2019 года. Распространяется также в электронном виде.
В конце сентября 2019 появилось ещё одно официальное печатное издание — Украинский церковный вестник «Поместная Церковь».

## Отношения с другими православными церквями
| Церковь             | Дата признания |
| ------------------- | -------------- |
| Константинопольская | 06.01.2019     |
| Элладская           | 12.10.2019     |
| Александрийская     | 08.11.2019     |
| Кипрская            | 24.10.2020     |

Согласно официально оглашённой позиции Православной церкви Украины, до получения томоса об автокефалии «Церковь на Украине имела общение с теми, кто среди православных хотел общения с ней», после же его получения она «имеет и поддерживает церковно-каноническое общение со Вселенским Патриархатом и только с теми Церквями, с которыми такое общение имеет Вселенский Патриархат». Предстоятель ПЦУ митрополит Епифаний называет главным препятствием на пути признания своей церкви другими церквями активное противодействие этому процессу со стороны Московского патриархата.

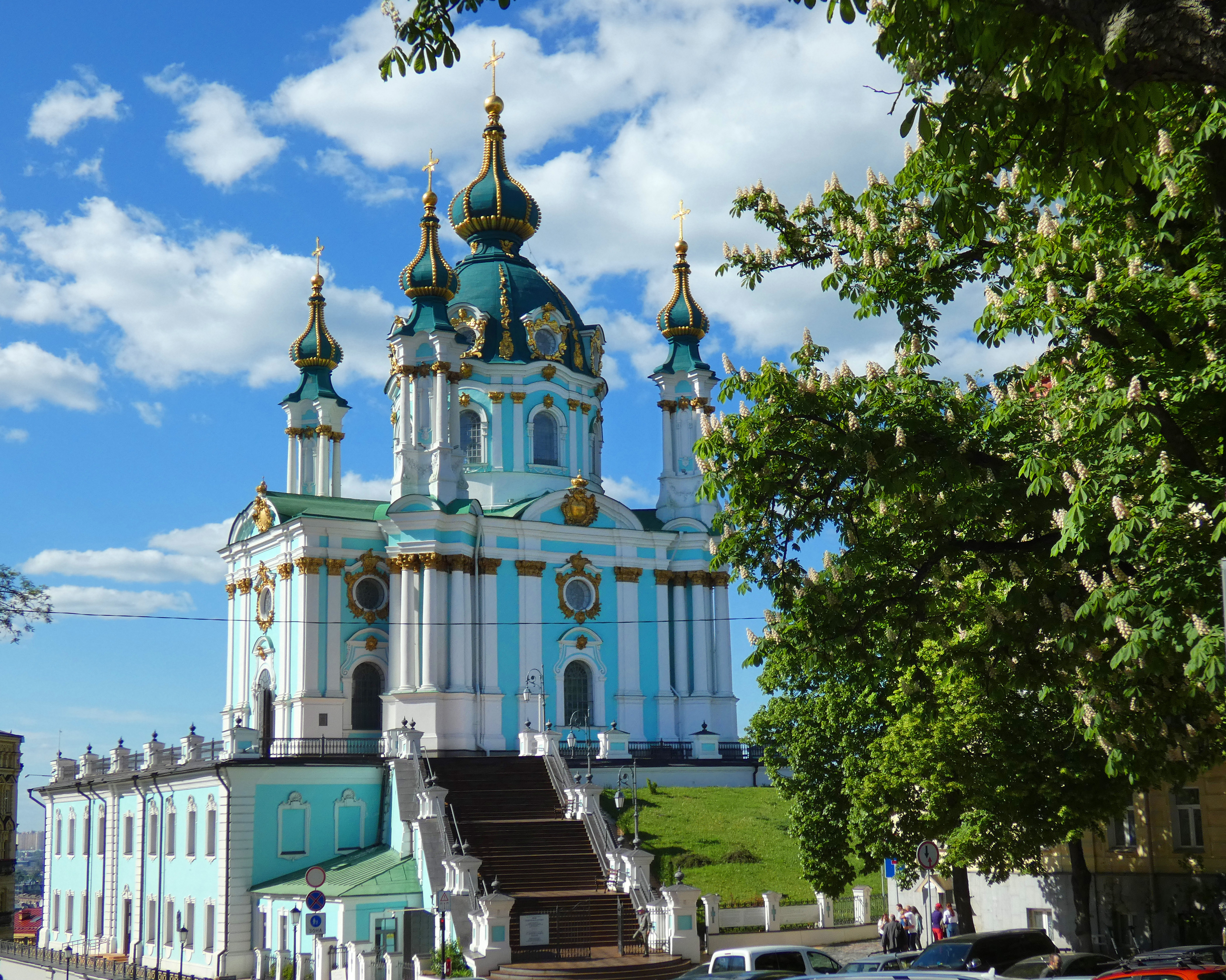
Андреевская церковь — ставропигия Константинопольского патриархата в Киеве (глава — епископ Команский Михаил (Анищенко))

1. Патриарх Константинопольской православной церкви Варфоломей I начал поминать митрополита Епифания в числе предстоятелей поместных православных церквей во время литургии, проходившей на следующий день после Объединительного собора. 6 января 2019 года перед вручением томоса об автокефалии Православной церкви Украины патриарх Варфоломей I и митрополит Епифаний провели совместное богослужение на греческом и украинском языках. Томос подписали патриарх Константинопольский Варфоломей I, ряд митрополитов Вселенского патриархата и глава полуавтономной Церкви Крита. После подписания томоса об автокефалии Православной церкви Украины патриарх Константинопольский заявил, что Константинопольская православная церковь «всегда будет на стороне Православной церкви Украины».
2. Патриарх Александрийской православной церкви Феодор II начал поминать митрополита Епифания в числе предстоятелей поместных православных церквей во время литургии, прошедшей 8 ноября 2019 года в каирском храме Святых Архангелов. По завершении литургии он разъяснил присутствующим своё решение, вслед за этим митрополитом Гвинейским, ипертимом и экзархом Приморья Георгием (Владимиру) было зачитано решение Александрийского патриархата о признании автокефалии Православной церкви Украины.
3. Патриарх Антиохийской православной церкви Иоанн X в начале февраля 2019 года в интервью украинской газете «Вести», взятом во время празднования десятилетия интронизации патриарха Кирилла, следующим образом описал своё отношение к церковной ситуации на Украине: «То, что случилось в Украине в связи с новой церковью, нуждается в соборном решении всех православных церквей. Чтобы церковь стала автокефальной, она нуждается в консенсусе между православными церквями, а он достигается посредством диалога. К сожалению, то, что было подано как создание православной церкви, не было дискутировано в православном мире. А это очень чувствительный вопрос. Ведь мы всегда надеемся, что мы все едины в православном мире, и уверены, что никаких расколов не будет. Мы любим Русскую церковь, а это все находится в пределах канонической территории РПЦ. У Антиохии и РПЦ очень близкие исторические связи. Мы боремся за то, чтобы Господь дал возможность решить украинскую проблему».
4. Патриарх Иерусалимской православной церкви Феофил III неоднократно заявлял о своём неприятии Православной церкви Украины. Известно, что по состоянию на 29 апреля 2021 года он не допускал сослужения со священнослужителями ПЦУ.
5. Священный синод Русской православной церкви 28 декабря 2018 года заявил о «неканоническом характере состоявшегося в Киеве 15 декабря 2018 года так называемого „Объединительного собора“» и обратился к предстоятелям и Священным синодам поместных православных церквей с призывом поддержать митрополита Онуфрия (Березовского), а также «не признавать сообщество, учреждённое на так называемом „Объединительном соборе“ <…> в качестве автокефальной Поместной Православной Церкви».
6. Архиерейский собор Сербской православной церкви 18 мая 2019 года опубликовал пресс-релиз, в котором подверг критике «неудачную попытку Константинопольского Патриархата» решить проблему церковного раскола на Украине без общеправославных консультаций и диалога с УПЦ (МП) и РПЦ в целом, а также подтвердил непризнание Сербской церковью ПЦУ. Ранее, в марте 2019, канцелярия Архиерейского синода СПЦ объявила о непризнании епископата ПЦУ и её самой в качестве автокефальной церкви, определив её как «провозглашённую, но с канонической точки зрения не существующую, а на деле насильно навязанную, искусственную „конфедерацию“ украинских раскольнических группировок» и рекомендовала своему епископату и клиру воздержаться от литургического и канонического общения не только с «господином Епифанием Думенко и его последователями», но и с архиереями и клириками, которые имеют с ними сослужение и общение. Патриарх Сербский Ириней и ставший его приемником патриарх Порфирий осудили действия Константинопольского Патриархата в Украине.
7. Священный синод Румынской православной церкви по итогам заседания 13 февраля 2020 года отметил, что согласен с предоставлением автокефалии, но для всей Православной церкви в Украине (а не её части), но это может быть достигнуто только по соглашению между Константинопольским и Московским Патриархатом, либо консенсусом на всеправославным соборе.
8. Митрополит Старозагорский Болгарской православной церкви Киприан (Казанджиев), являющийся председателем комиссии по церковному вопросу в Украине, в конце января 2019 года заявил, что Священный синод Болгарской православной церкви пока не принимал никаких решений по ситуации на Украине: «В связи с распространением на украинских интернет-сайтах информации о том, что БПЦ поддержала автокефалию Православной церкви Украины, в качестве председателя комиссии, связанной с украинским вопросом, категорически заявляю, что Синод БПЦ не занимался вопросом Украины и нет никакого решения верховного органа БПЦ о созданном каноническом казусе». Владыка отметил, что его комиссия пока не готова вынести решения по спорному вопросу, так как изучение документов по создавшейся ситуации продолжается. 19 мая 2024 года во время литургии в монастыре Валукли в Стамбуле в числе сослуживших с патриархом Константинопольский Варфоломей и представителями ПЦУ были иерархи Болгарской православной церкви: митрополит Пловдивский Николай, митрополит Старозагорский Киприан, митрополит Доростольский Иаков, епископ Величский Сионий и епископ Смолянский Виссарион.
9. Священный синод Грузинской православной церкви в декабре 2018 года заявил о намерении принять решение по вопросу украинской церкви на следующем своём заседании. В дальнейшем местоблюститель Патриаршего престола, митрополит Сенакский и Чхороцкуйский Шио (Муджири) уточнил, что перед тем, как ГПЦ зафиксирует свою позицию по данному вопросу, она должна будет ознакомиться с текстом томоса — при этом он не смог сказать, когда именно состоится его обсуждение. По состоянию на июль 2019 года автокефалию ПЦУ публично поддержали 9 грузинских архиереев, остальные 38 членов Священного синода, в числе которых местоблюститель Патриаршего престола Шио (Муджири), отказывались поддерживать ПЦУ до тех пор, пока «не изучат» решение Вселенского патриарха по этому вопросу.
10. Предстоятель Кипрской православной церкви архиепископ Хризостом II 24 октября 2020 года впервые помянул на литургии предстоятеля ПЦУ митрополита Епифания в числе предстоятелей поместных православных церквей, а 25 ноября Священный синод Церкви Кипра большинством голосов решил не возражать против этого решения. Согласно заявлению митрополита Киккского и Тиллирийского Никифора (Киккотиса) решение было принято 10 голосами против 7.

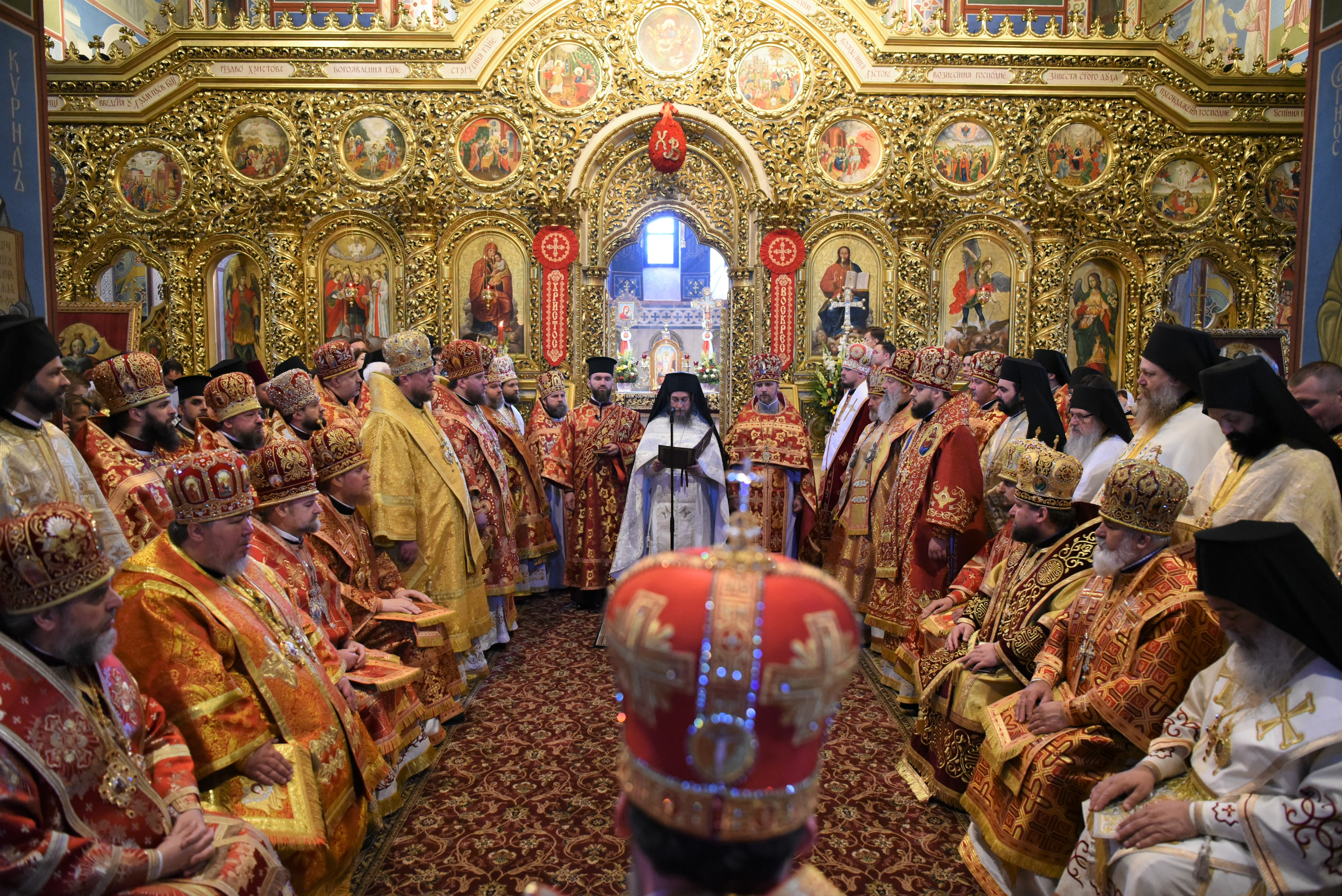
Епископская хиротония перешедшего из ЭПЦ в ПЦУ Епифания (Димитриу), избранного ранее архиереем для греческих православных приходов на Украине

11. Архиерейский собор Элладской православной церкви 12 октября 2019 года постановил ратифицировать принятое ранее решение Постоянного синода и предложение архиепископа Афинского и всея Эллады Иеронима II о признании ПЦУ, а именно признать «каноническое право Вселенской патриархии даровать автокефалию, равно как и привилегию Предстоятеля Церкви Греции далее заниматься вопросом признания Церкви Украины». После этого архиепископ Афинский направил «мирную грамоту» митрополиту Епифанию, являющуюся актом официального признания ПЦУ.
12. Архиерейский собор Польской православной церкви, состоявшийся в апреле 2019 года, опубликовал заявление по «украинскому вопросу» (впоследствии эта позиция была подтверждена на заседании от 29 октября 2019 года), где, в частности, указал, что ППЦ «была и остаётся за предоставление полной независимости — автокефалии Православной церкви в Украине» и в то же время «автокефалия Церкви в Украине должна основываться на догматических и канонических нормах всей Церкви, а не группы раскольников. Те, кто отступил от Церкви и при этом был лишён священнического рукоположения, не могут представлять собой здоровый церковный организм. Это неканонические действие, нарушающее евхаристическое и межправославное единство».
13. Священный синод Албанской православной церкви 7 марта 2019 года обнародовал письмо Константинопольскому патриарху от 14 января 2019 года, в котором хиротонии священнослужителей ПЦУ объявлялись недействительными, так как были совершены отлучённым от Церкви Филаретом (Денисенко), а также было отмечено, что при создании автокефальной церкви Украины было проигнорировано мнение крупнейшей в стране УПЦ (МП), в итоге вместо объединения украинских православных христиан возникла угроза раскола мирового православия. В дальнейшем архиепископ Тиранский и всей Албании Анастасий в ходе переписки с Константинопольским патриархом подверг критике позицию последнего по украинскому церковному вопросу, заявив о незаконности рукоположения Епифания и апостольского преемства священнослужителей ПЦУ, а 20 ноября 2019 года направил автокефальным православным церквям послание с призывом преодолеть «церковную поляризацию».
14. Священный синод Православной церкви Чешских земель и Словакии в феврале 2019 года заявил о сохранении «сдержанного отношения» к Православной церкви Украины до достижения всеправославного консенсуса по вопросу её автокефалии, а архиепископ Прешовский, митрополит Чешских земель и Словакии Ростислав выразил поддержку главе УПЦ (МП) Онуфрию (Березовскому). В связи с произошедшим в ноябре 2019 сослужением епископа Шумперкского, викария Оломоуцкой и Брненской епархии Исаии (Сланинки) и митрополита Киевского Епифания, Священный синод ПЦЧЗС на своём декабрьском заседании настоял на ранее оглашённой позиции и потребовал от своих членов, чтобы в своей заграничной деятельности они с уважением относились к этому постановлению.
15. Собор епископов Православной церкви в Америке в архипастырском послании от 28 января 2019 года сообщил, что в отношении Церкви на Украине постановил продолжать признавать и поддерживать митрополита Онуфрия в качестве канонического главы и предстоятеля Украинской православной церкви, отказаться от признания Православной церкви Украины и не вносить изменений в диптихи.
16. Священный синод Македонской православной церкви 28 марта 2023 года постановил не сослужить с иерархией ПЦУ до окончательного решения её статуса всей полнотой православия.

## Отношения с другими конфессиями
Православная церковь Украины с февраля 2019 года участвует в Всеукраинском совете церквей и религиозных организаций, заменив в нём Украинскую православную церковь Киевского патриархата и Украинскую автокефальную православную церковь. Также участвует в Межконфессиональном духовном совете Закарпатья и Совете епископов Львова. В июне 2019 года делегация ПЦУ вместе с представителями других православных церквей и Коптской церкви приняла участие в организованном Вселенским патриархатом III международном экологическом саммите Халки в Стамбуле, где презентовала проект возрождения киевской летописной реки Почайна.
Католики, мусульмане

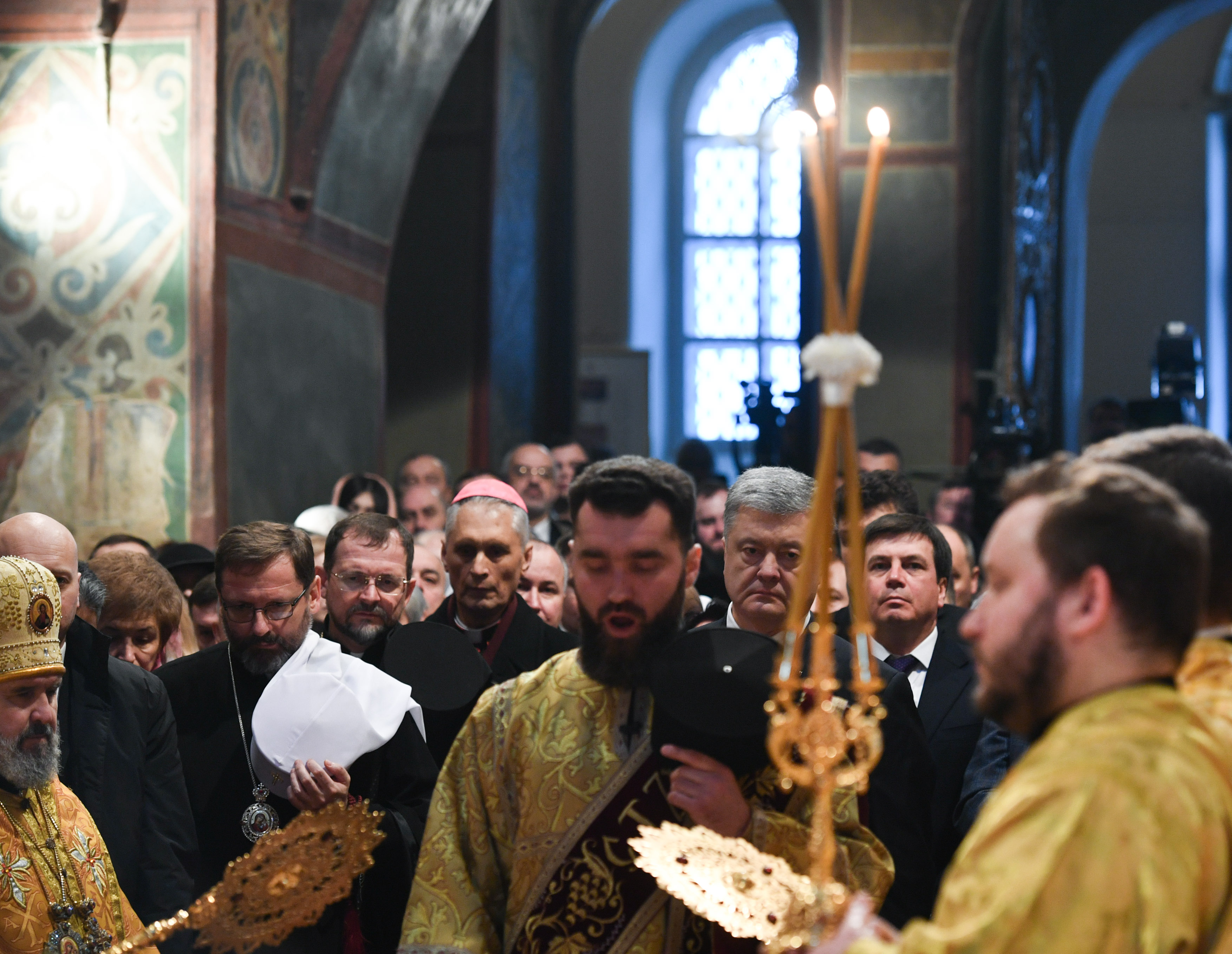
Верховный архиепископ Киево-Галицкий Святослав, секретарь Синода епископов УГКЦ, титулярный епископ Вагады Богдан (Дзюрах) и глава Конференции римско-католических епископов Украины епископ Одессы-Симферополя Бронислав Бернацкий на интронизации митрополита Епифания

Первоиерарх Украинской грекокатолической церкви верховный архиепископ Киево-Галицкий Святослав (Шевчук), глава Конференции римско-католических епископов Украины епископ Одессы-Симферополя Бронислав Бернацкий и муфтий Духовного управления мусульман Украины «Умма» шейх Саид Исмагилов поздравили Епифания с успешным завершением Объединительного собора и получением томоса, а также присутствовали на интронизации Епифания в Софийском соборе.
Между ПЦУ и УГКЦ существует консенсус касательно необходимости взаимного сотрудничества и диалога. Также их главами озвучивались идеи возможного объединения церквей, имевшие, однако, в своей основе отличающиеся подходы — если верховный архиепископ Святослав связывал его с единением в контексте экуменистического движения, то митрополит Епифаний предположил его возможность в привязке к необходимости единения всех православных в единой церкви. В то же время между церквями существует спор вокруг возможности проведения грекокатоликами служб в Софии Киевской.
Иудеи
Главный раввин Религиозного объединения общин прогрессивного иудаизма Украины (Реформистский иудаизм) Александр Духовный от имени РООПИУ поздравил всех православных верующих Украины с получением томоса, заявив: «Сила веры делает нас победителями, а единство — непобежденными! Слава Богу! Слава Украине!». Кроме того, согласно информации опубликованной пресс-службой ПЦУ, в 2019 году митрополит Киевский Епифаний впервые провёл официальные встречи с главным раввином Киева и Украины, президентом Объединения иудейских религиозных организаций Украины Яковом Дов Блайхом и главным раввином Киева (объединения «Хабад-Любавич») Йонатаном Биньямином Марковичем.

## Комментарии
1. ↑  не признаётся большей частью международного сообщества
2. ↑  не признаётся большей частью международного сообщества
3. ↑  При этом 7 из присутствующих митрополитов предлагали отложить решение этого вопроса

1. ↑  на правах епархиального архиерея, с 5 февраля 2019 года, как наместник Михайловского Златоверхого монастыря Киева
2. ↑  Сам Филарет с 20 июня 2019 года считает себя действующим Патриархом Киевским и всея Руси-Украины, возглавляющим восстановленную Украинскую православную церковь Киевского патриархата[59]. См. Конфликт в руководстве Православной церкви Украины
3. ↑  Автокефалия Православной церкви в Америке признаётся Русской, Болгарской, Грузинской, Польской церквями, а также церковью Чешских земель и Словакии, остальные церкви считают её частью РПЦ